# 라우라 비른
라우라 비른(Laura Birn, 1981년 4월 25일 ~ )은 핀란드의 배우이다. 2013 유시상 여우주연상 수상자이다.

## 출연 작품
- 더 크로우 (2024) - 마리안 역
- 헬렌: 내 영혼의 자화상 (2020)
- 보이드 (2018)
- 더 버드 캐쳐 (2018)
- 섹스 앤 퓨리 (2016) - 잉카 파유넨 역
- 디스트렉션 (2015)
- 심스트레스 (2015)
- 빌로우: 적과의 동거 (2015)
- 아미 얼라이브! (2015)
- 걸 킹 크리스티나 (2015)
- 툼스톤 (2014)
- 어거스트 풀스 (2013)
- 하트 오브 어 라이온 (2013)
- 머스트 헤브 빈 러브 (2012)
- 네이키드 하버 (2012)
- 퍼지 (2012)
- 프리미어로 가는 8일 (2008)
- 크리스마스 스토리 (2007)
- 록큰롤 네버 다이스 (2006)
- 우리 식구는 못말려 (2003)